# Brylcreem
 Der er for få eller ingen kildehenvisninger i denne artikel, hvilket er et problem. Du kan hjælpe ved at angive troværdige kilder til de påstande, som fremføres i artiklen.

Brylcreem er en pomade. Produktet, der er et hårprodukt til mænd, blev især kendt i Danmark i 1950'erne, da Preben Mahrt reklamerede for Brylcreem. Reklamen i biograferne lød, ”Vil De have succes – brug Brylcreem”.